# Antillonirvana freytagi
Antillonirvana freytagi är en insektsart som beskrevs av Dietrich 2004. Antillonirvana freytagi ingår i släktet Antillonirvana och familjen dvärgstritar. Inga underarter finns listade i Catalogue of Life.